# 品川区立延山小学校
品川区立延山小学校（しながわくりつ えんざんしょうがっこう）は、東京都品川区西中延2丁目にある公立小学校。

## 沿革
- 1881年（明治14年）12月12日 - 「延山学区」配置。
- 1894年（明治27年）
  - 4月 - 火災により校舎全焼。
  - 10月 - 新築校舎落成（2教室・65坪）。
- 1910年（明治43年） - 校舎増築。
- 1923年（大正12年）9月1日 - 関東大震災発生。その後に、この地域への移住者多く人口が急増。
- 1924年（大正13年）12月 - 仮校舎2教室増築。児童数増加により、2部授業3部授業を実施。
- 1925年（大正14年）
  - 4月 - 『高等科』と『延山尋常夜学校』併置。
  - 7月 - 現在地に校舎新築（北側18教室）。
- 1931年（昭和6年）3月 - 校舎増築落成（13教室と職員室・応接室・衛生室）。
- 1932年（昭和7年）10月1日 - 荏原町が東京市に編入された為、『東京市延山尋常高等小学校』と校名変更
- 1934年（昭和9年）4月 - 職員50名・児童2,868名（創立以来の最高記録）。
- 1940年（昭和15年）12月 - 創立60周年記念式典挙行。二宮尊徳像建設、記念誌発行。
- 1943年（昭和18年）4月 - 国民学校制定、『延山国民学校』と改称。
- 1944年（昭和19年）8月 - 太平洋戦争のため、3学年以上の311名が富山県に集団疎開。
- 1945年（昭和20年）
  - 4月 - 第2回学童集団疎開。学校を一時閉鎖。
  - 10月 - 疎開児童帰京（源氏前・上神明・大原の児童収容）。
- 1948年（昭和23年）4月 - 『品川区立延山小学校』と改称。
- 1950年（昭和25年）
  - 9月 - 学校完全給食実施。
  - 11月 - 創立70周年記念行事。
- 1960年（昭和35年） - 第一次校舎改築工事（鉄筋3階）。
- 1964年（昭和39年） - 第四次校舎改築工事（鉄筋3階）。
- 1965年（昭和40年）
  - 2月 - 鉄筋コンクリート3階校舎改築完了。
  - 5月 - 屋内体育館落成。
- 1970年（昭和45年）10月 - 開校90周年記念式典。
- 1976年（昭和51年）8月 - 校庭改修。
- 1980年（昭和55年）11月 - 開校百周年記念式典。記念碑建立、タイムカプセル埋蔵、記念誌発行。
- 1983年（昭和58年）3月 - プール新築完成、農園整備、強化ガラス取換、屋上フェンス取換。
- 1984年（昭和59年）8月 - 校庭土舗装工事。
- 1986年（昭和61年）3月 - 正面フェンス設置。
- 1987年（昭和62年）8月 - 西校舎窓サッシ工事、内・外壁塗装工事。
- 1988年（昭和63年）9月 - 音楽室冷房工事。
- 1989年（平成元年）4月 - 屋上フェンス・防水工事。
- 1990年（平成2年）
  - 4月 - 屋内体育館改築落成、校庭表層工事完成、教材園完成。
  - 11月 - 開校110周年記念式典。
- 1991年（平成3年）8月 - 北校舎外壁塗装工事、内装・塗装工事完成。
- 1993年（平成5年）11月 - 北側トイレ改修、余裕教室・図書室改修。
- 1996年（平成8年）10月 - パソコン11台設置。
- 1997年（平成9年）8月 - 飼育小屋改修。
- 1999年（平成11年）8月 - 西側トイレ改修・校舎耐震工事。
- 2000年（平成12年）
  - 1月 - 調べ学習室整備。
  - 12月 - 開校120周年記念式典。
- 2002年（平成14年）3月 - 体育館に児童・保護者による、木彫りの校歌を設置。
- 2003年（平成15年）
  - 3月 - 屋上緑化設置。
  - 4月 - 全普通教室空調機設置。
  - 9月 - 「すまいるスクール延山」開校。
- 2005年（平成17年）
  - 7月 - 裏門電気錠設置。
  - 8月 - 体育館屋根葺き替え工事。
  - 12月 - 開校125周年記念集会タイムカプセル埋設。
- 2006年（平成18年）
  - 4月 - 小中一貫教育始まる。
  - 8月 - 校庭改修工事。
- 2007年（平成19年）9月 - 学級園改修・非常用門設置工事。
- 2009年（平成21年）8月 - 校舎耐震工事。
- 2010年（平成22年）
  - 8月 - 校舎内装工事・上下水道工事。　
  - 11月 - 130周年記念式。
- 2011年（平成23年）8月 - 屋上防水・校舎外壁工事。
- 2013年（平成25年）
  - 3月 - 耐震ガラス交換工事。
  - 6月 - プール改修工事。
  - 7月 - 児童用災害時備蓄倉庫設置。
- 2014年（平成26年）2月 - 雨水利用タンク設置。
- 2015年（平成27年）1月 - 水道直結工事。
- 2016年（平成28年）2月 - 体育館天井耐震工事。
- 2017年（平成29年）12月 - 防災備蓄倉庫移置。
- 2018年（平成30年）4月 - オリンピック・パラリンピック教育アワード校に指定。プログラミング教育開始。

## 学区
- 旗の台2丁目（2番・3番）、中延2丁目（8番～17番）、中延3丁目（1番～7番・10番・11番）、西中延2丁目、西中延3丁目、東中延1丁目（9番～12番）、東中延2丁目（1番～6番）[1]

## 周辺
- 延山くすのき公園
- 東急電鉄池上線

## アクセス
- 東急電鉄池上線荏原中延駅から、徒歩約360m・約6分。